# رمشک
رمشک، شهری در بخش چاه دادخدا شهرستان قلعه‌گنج در استان کرمان ایران  است.

## جمعیت
بر پایه سرشماری عمومی نفوس و مسکن در سال ۱۳۹۵، جمعیت شهر رمشک برابر با ۳٬۵۸۹ نفر (۸۶۹ خانوار) بوده‌است.